# Französische Meisterschaften im Biathlon 2012
Die Französischen Meisterschaften im Biathlon fanden am 31. März 2012 in Bessans statt. Es wurden Wettbewerbe im Massenstart und in der Staffel jeweils für Männer und Frauen ausgetragen.

## Männer

### Staffel
| Platz | Starter                                         | Verein | Zeit |
| ----- | ----------------------------------------------- | ------ | ---- |
| 1     | Antonin Guigonnat Clément Dumont Rémi Borgeot   |        |      |
| 2     | Jeremy Finello Simon Fourcade Mathias Locatelli |        |      |
| 3     | Florent Claude Ludwig Ehrhart Florian Rivot     |        |      |

Datum: 31. März 2012

### Massenstart
| Platz | Starter         | Verein  | Zeit    | Schießfehler |
| ----- | --------------- | ------- | ------- | ------------ |
| 1     | Simon Fourcade  | 0.0     | 34:04.6 | 0-0-1-0      |
| 2     | Martin Fourcade | +38.5   | 34:43.1 | 1-1-0-2      |
| 3     | Rémi Borgeot    | +1:14.3 | 34:55.4 | 0-0-0-0      |

Datum: 31. März 2012

## Frauen

### Staffel
| Platz | Starter                                            | Verein | Zeit |
| ----- | -------------------------------------------------- | ------ | ---- |
| 1     | Marie Laure Brunet Laurane Sauvage Anaïs Chevalier |        |      |
| 2     | Marine Bolliet Margaux Achard Coline Varcin        |        |      |
| 3     | Julie Gleizes Marie Dorin-Habert Chloé Chevalier   |        |      |

Datum: 31. März 2012

### Massenstart
| Platz | Starter            | Verein  | Zeit    | Schießfehler |
| ----- | ------------------ | ------- | ------- | ------------ |
| 1     | Marie Laure Brunet | 0.0     | 26:41.5 | 0-1-0-0      |
| 2     | Marie Dorin-Habert | +1:28.3 | 28:09.8 | 0-3-1-1      |
| 3     | Claire Breton      | +1:34.9 | 28:16.4 | 0-0-2-1      |

Datum: 31. März 2012

## Belege
1. ↑   (Ergebnisse Männer Staffel)
2. ↑   (Ergebnisse Männer Massenstart)
3. ↑   (Ergebnisse Frauen Staffel)
4. ↑   (Ergebnisse Frauen Massenstart)